# Plesiophantes simplex
Plesiophantes simplex là một loài nhện trong họ Linyphiidae.
Loài này thuộc chi Plesiophantes. Plesiophantes simplex được Andrei V. Tanasevitch miêu tả năm 1987.